# Scoot
Scoot (офіційна назва Scoot Pte Ltd.) — сінгапурська бюджетна авіакомпанія, дочірня компанія національного авіаперевізника країни Singapore Airlines. Базується в терміналі 1 сінгапурського аеропорту Чангі.

## Історія
У 2011 році Сінгапурські авіалінії оголосили про створення власного лоу-костера. 1 листопада 2011 компанія була офіційно представлена і отримала своє найменування. 11 січня 2012 року, Scoot представила форму для бортпровідників. Згідно з квітами яскраво-жовтого логотипу авіакомпанії, уніформа виконана в чорно-жовтих кольорах. У травні 2012 року перший літак компанії - Boeing 777-200ER був пофарбований у фірмовий ліврею. 4 червня 2012 року Scoot виконала свій перший політ в аеропорт Сіднея в Австралії. 2 лютого 2015 року перевізник отримав свій перший з двадцяти Boeing 787 Dreamliner. Літак здійснив свій перший комерційний переліт 5 лютого за маршрутом Сінгапур — Перт.

## Напрями

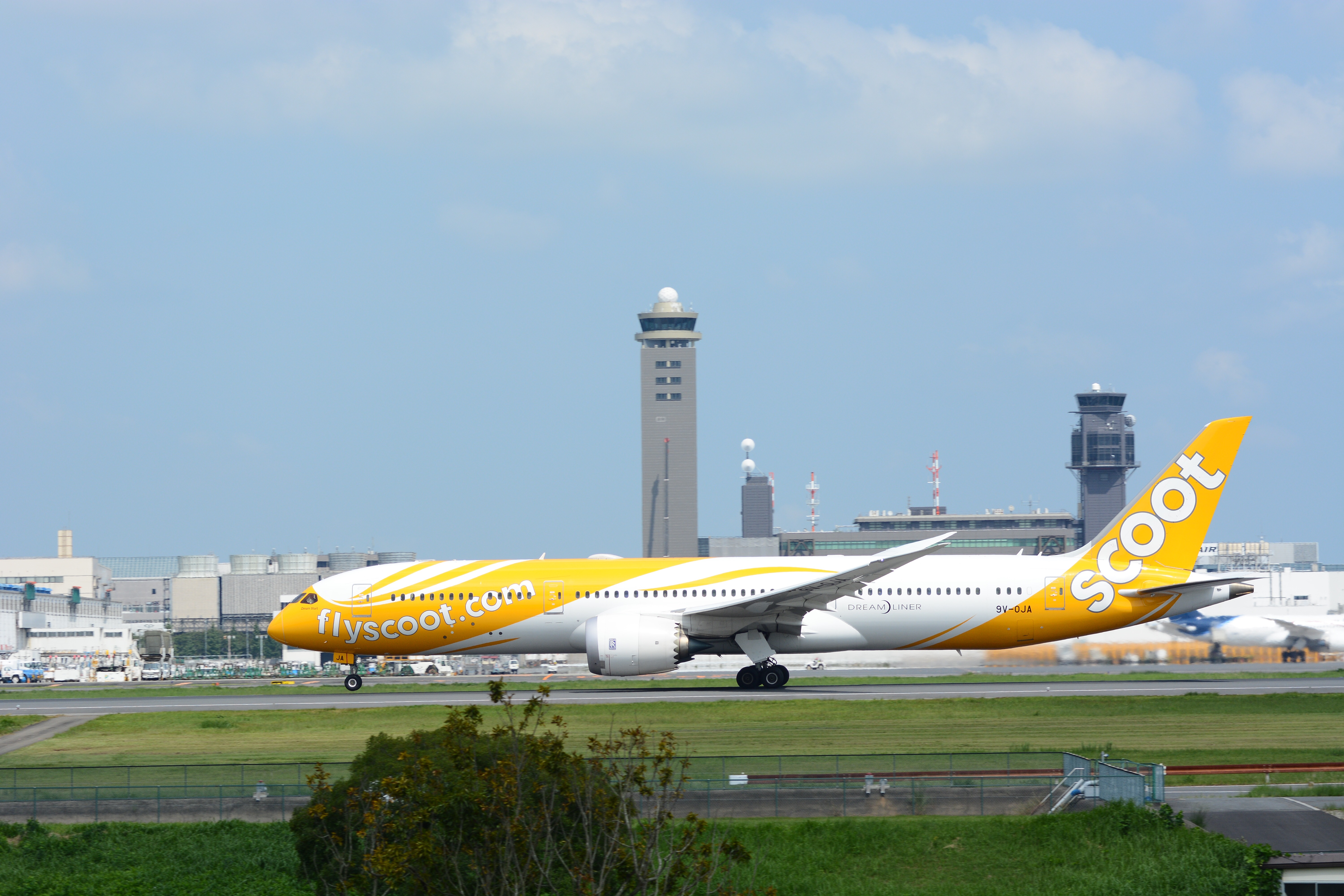
Boeing 787-9 Scoot в аеропорту Наріта

Авіакомпанія літає на середніх і дальніх маршрутах з Сінгапуру, переважно в Австралію і Китай.
- Наріта
- Голд-Кост
- Перт
- Мельбурн (з 1 листопада 2015)[5]
- Сідней
- Ціндао
- Шеньян
- Тяньцзінь
- Нанкін
- Гонконг
- Осака
- Токіо
- Ченнаї
- Сеул
- Гаосюн
- Тайбей
- Бангкок[6]

## Флот

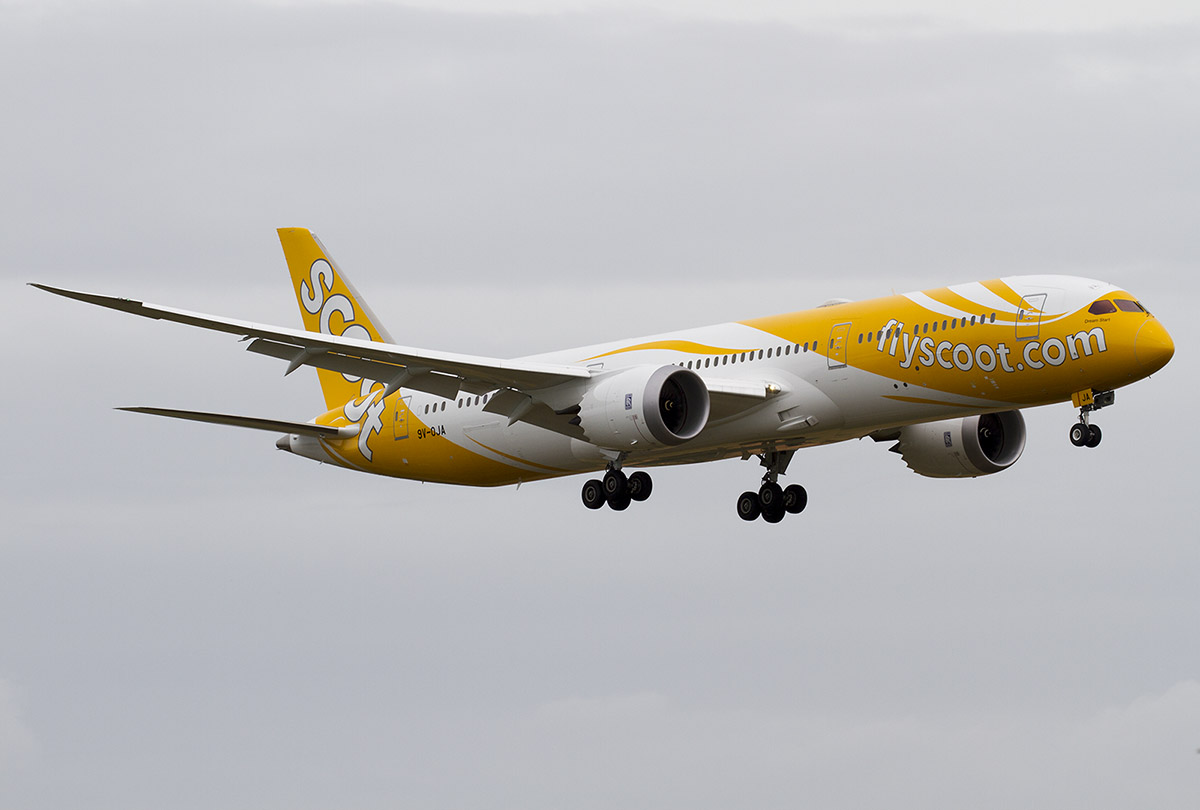
Boeing 787-9 в кольорах Scoot

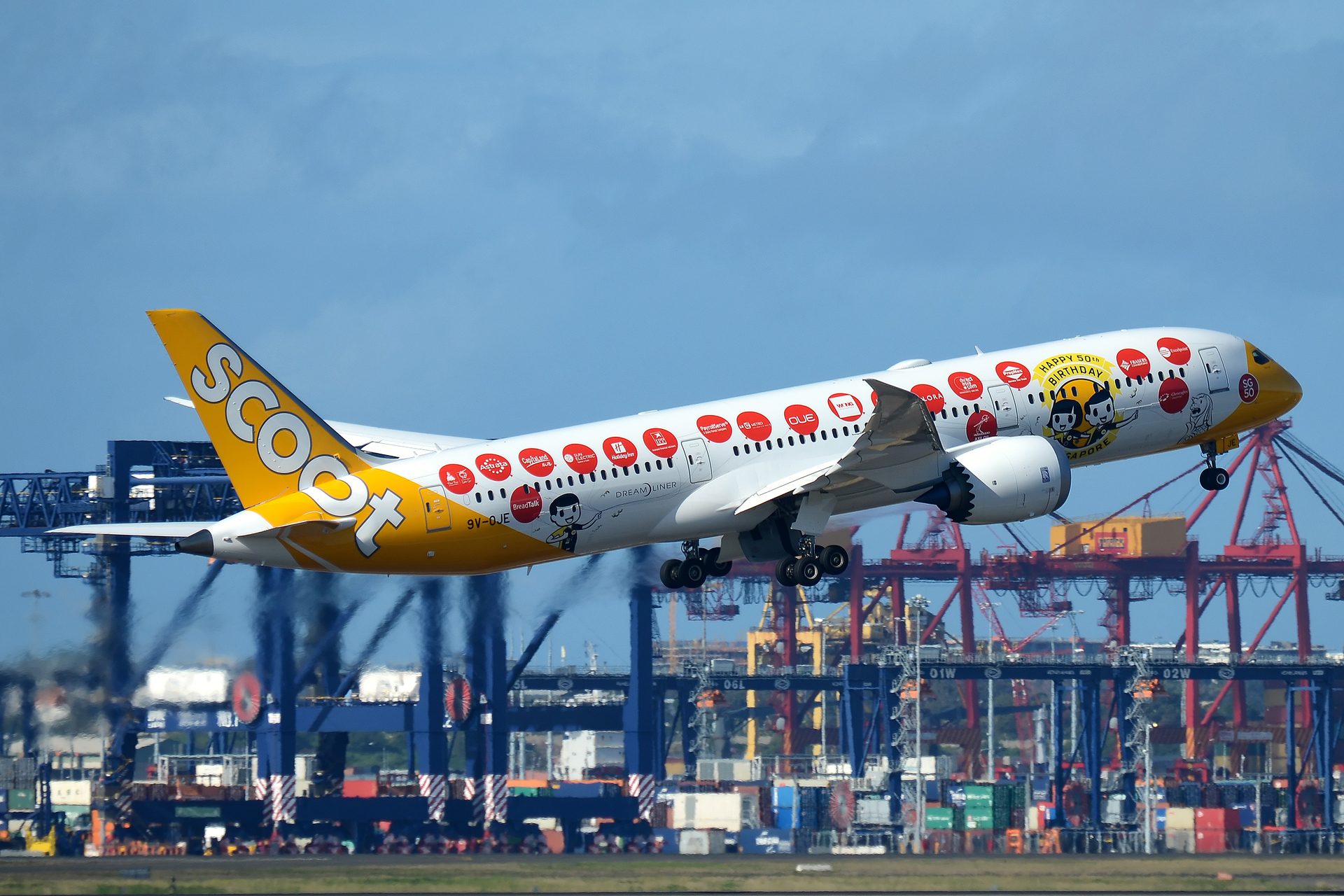
Boeing 787-8 в лівреї 50-річчя Сінгапуру

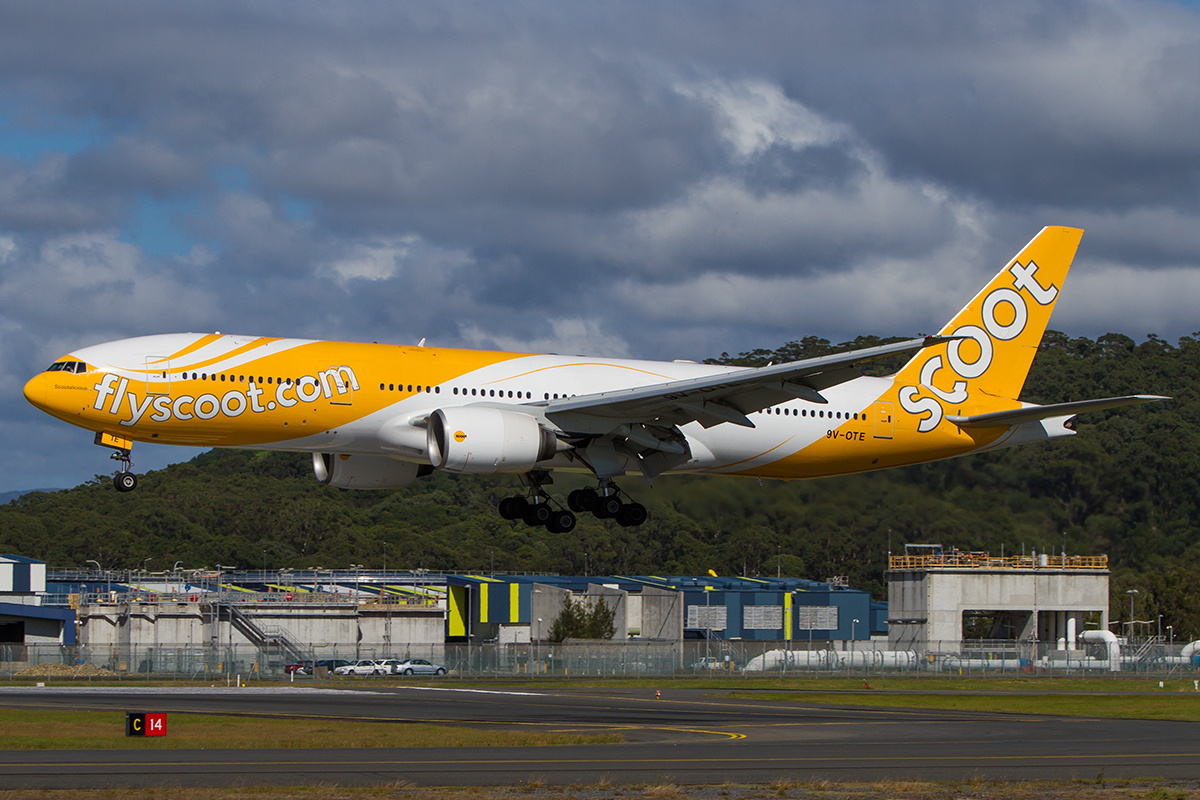
Boeing 777-200ER, використовувався до 2015 року

Станом на середину вересня 2015 року середній вік повітряних суден авіакомпанії становив 2.6 років. Флот складається з наступних типів літаків:
8 вересня 2015 року авіакомпанія вивела зі складу флоту свій останній Boeing 777, таким чином ставши єдиною в світі бюджетною авіакомпанією, що використовує тільки Boeing 787.

### Іменні літаки
Практично всі літаки компанії мають свої імена.

## Класи обслуговування
Scoot пропонує своїм пасажирам два класу: ScootBiz і економічний.

### ScootBiz
На B777 ScootBiz представлений 32 сидіннями чорного кольору з двома жовтими смужками в конфігурації 2-4-2, з відстанню між кріслами 96 див. Сидіння відкидаються, так само є підставка для ніг. 
Інші сервіси ScootBiz:
- Додаткова гаряча їжа з напоями
- 20 кг перевіреної норми провозу багажу
- 15 кг ручного багажу
- Пріоритетна реєстрація та посадка[11].

ScootBiz на Boeing 787 нічим не відрізняється від цього ж класу на B777, хіба що на Dreamliner 35 крісел та їх конфігурація 2-3-2.

### Економічний
Крісла в економічному класі фіолетового кольору, на підголівнику присутня інформація про наявність Wi-Fi на борту, конфігурація 3-3-3.
Всього існує чотири види так званих «місць»:
- Стандартні місця: відстань між кріслами становить 79 сантиметрів, ширина - 46.
- Супер місця: Супер місця мають до 30% більше місця для ніг, ніж Стандартні місця (відстань між кріслами 88 сантиметрів)
- Еластичні місця: ці місця розташовані прямо перед переборкой в ScootBiz в першому ряду, тому там на 50% більше місця для ніг і відсутні крісла спереду.
- ScootinSilence («заспокійлива зона»): політ в тиші і спокої можна провести у місцях, розташованих позаду ScootBiz.

Так само існує ще кілька опцій, якими можна скористатися (в переважній випадку - за додаткову плату):
- Вибір місця в літаку
- Додаткова їжа
- Додатковий багаж
- Wi-Fi
- Місце для ніг
- MaxYourSpace - купівля порожнього місця поруч з Вами.[13]